# Zeuzerobotys
Zeuzerobotys és un gènere monotípic d'arnes de la família Crambidae descrit per Eugene G. Munroe el 1963. La única espècie, Zeuzerobotys mirabilis, descrita pel mateix autor el mateix any, es troba a Hidalgo, Mèxic.